# 大運東倉
39°54′02″N 116°40′06″E / 39.900508°N 116.668261°E
大運東倉是明朝时設在通州舊城的一座糧倉，位于通州旧城南门内以东，原草场胡同内。明杨宏著《漕運通志》記載，東倉有糧倉四十一座，計二百五間，東西南三門，每門軍官一人，辦事官一人，軍十人。
東倉于永乐年间（1403年－1424年）建成，隆庆三年（1569年）并入中仓，東倉废除。